# Armando Martínez
Armando Martínez (nascido em 2 de julho de 1931) é um ex-ciclista olímpico mexicano. Representou sua nação nos Jogos Olímpicos de Verão de 1960, na prova de contrarrelógio.